# Радзымин (гмина)
Радзымин (пол. Radzymin) — гмина (волость) в Польше, входит как административная единица в Воломинский повет, Мазовецкое воеводство. Население — 24 548 человек (на 2013 год).

## Демография
| Перепись                       | Всего   | Всего | Женщины | Женщины | Мужчины | Мужчины |
| ------------------------------ | ------- | ----- | ------- | ------- | ------- | ------- |
| Единицы                        | человек | %     | человек | %       | человек | %       |
| Население                      | 18 813  | 100   | 9550    | 50,8    | 9263    | 49,2    |
| Плотность населения (чел./км²) | 143,7   | 143,7 | 72,9    | 72,9    | 70,7    | 70,7    |

## Соседние гмины
1. Гмина Домбрувка
2. Гмина Клембув
3. Кобылка
4. Марки
5. Гмина Непорент
6. Гмина Сероцк
7. Гмина Воломин